# Szabadegyháza, Fejér
Szabadegyháza  este un sat în districtul Gárdony, județul Fejér, Ungaria, având o populație de 2.194 de locuitori (2011). 

## Demografie
Componența etnică a satului Szabadegyháza
     Maghiari (98,76%)
     Romi (1,06%)
     Necunoscut (0,18%)
     Alții (0,18%)
Componența confesională a satului Szabadegyháza
     Romano-catolici (33,55%)
     Fără religie (21,42%)
     Reformați (5,79%)
     Necunoscută (38,56%)
     Alte religii (1,55%)
Conform recensământului din 2011, satul Szabadegyháza avea 2.194 de locuitori. Din punct de vedere etnic, majoritatea locuitorilor (98,76%) erau maghiari, cu o minoritate de romi (1,06%). Apartenența etnică nu este cunoscută în cazul a 0,18% din locuitori. Nu există o religie majoritară, locuitorii fiind romano-catolici (33,55%), persoane fără religie (21,42%) și reformați (5,79%). Pentru 38,56% din locuitori nu este cunoscută apartenența confesională.